# بنى كرزاز (أهل لوطا الشرقية)
بنى كرزاز هو دُوَّار يقع بجماعة ولاد يحيى لوطا، إقليم بنسليمان، جهة الدار البيضاء سطات في المملكة المغربية. ينتمي الدوّار لمشيخة أهل لوطا الشرقية التي تضم 5 دواوير. يقدر عدد سكانه بـ 990 نسمة حسب الإحصاء الرسمي للسكان والسكنى لسنة 2004.

## روابط خارجية
- البوابة الوطنية للجماعات الترابية نسخة محفوظة 12 مارس 2018 على موقع واي باك مشين.
- المندوبية السامية للتخطيط